# Ladon, Loiret
Ladon är en kommun i departementet Loiret i regionen Centre-Val de Loire strax norr Frankrikes mitt. Kommunen ligger i kantonen Bellegarde som tillhör arrondissementet Montargis. År 2022 hade Ladon 1 394 invånare.

## Befolkningsutveckling
Antalet invånare i kommunen Ladon
| Referens: INSEE |